# Seznam hvězd v souhvězdí Chameleona
Toto je seznam významných hvězd v souhvězdí Chameleona (Chamaeleon). Hvězdy jsou seřazeny podle zdánlivé hvězdné velikosti.